# Ryokan
Ryokan (jap. 旅館 ryokan) – tradycyjna japońska gospoda (zajazd, hotel) świadcząca usługi noclegu i wyżywienia dla podróżujących.

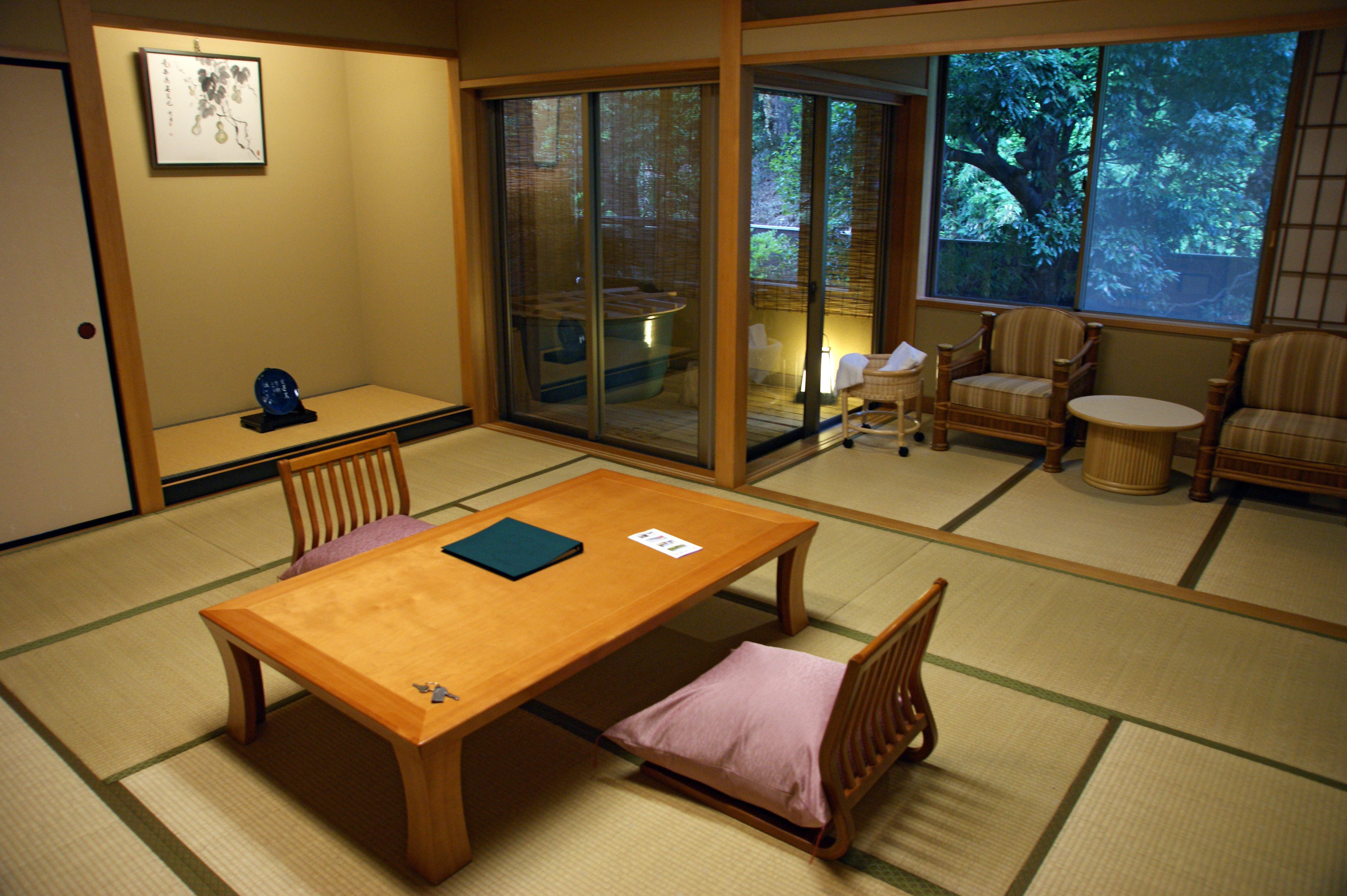
Wnętrze ryokanu, przy stoliku tsukue siedziska za-isu wyłożone zabutonami

Znajdują się na terenie całego kraju, a w historycznych centrach turystycznych – jak Kioto czy Nara – występują licznie. Rozpiętość cenowa usługi noclegu w ryokanie waha się od kilkudziesięciu do kilkuset euro za jedną noc.

## Charakterystyka

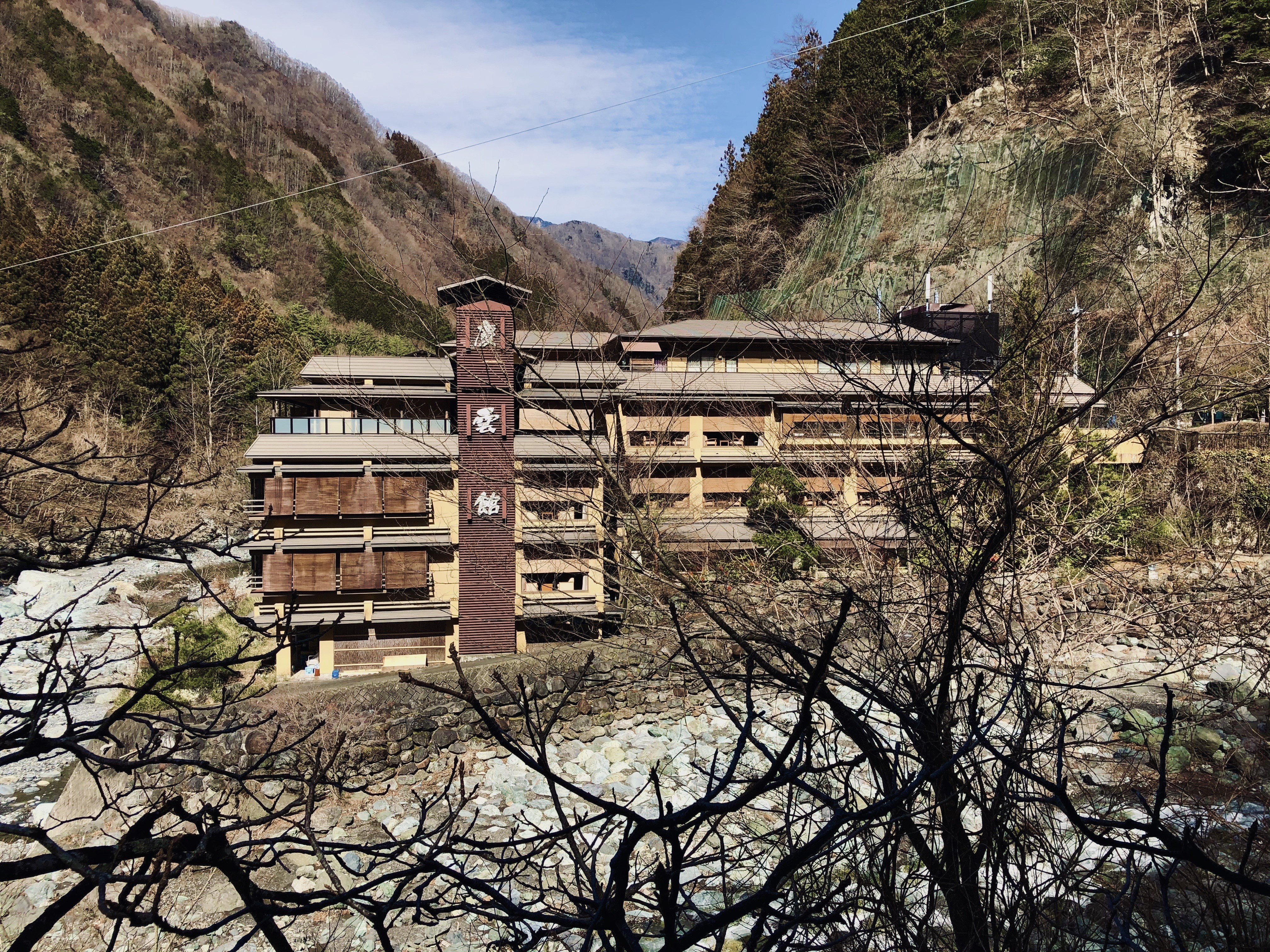
Ryokan Nishiyama Onsen Keiunkan, działający od 705

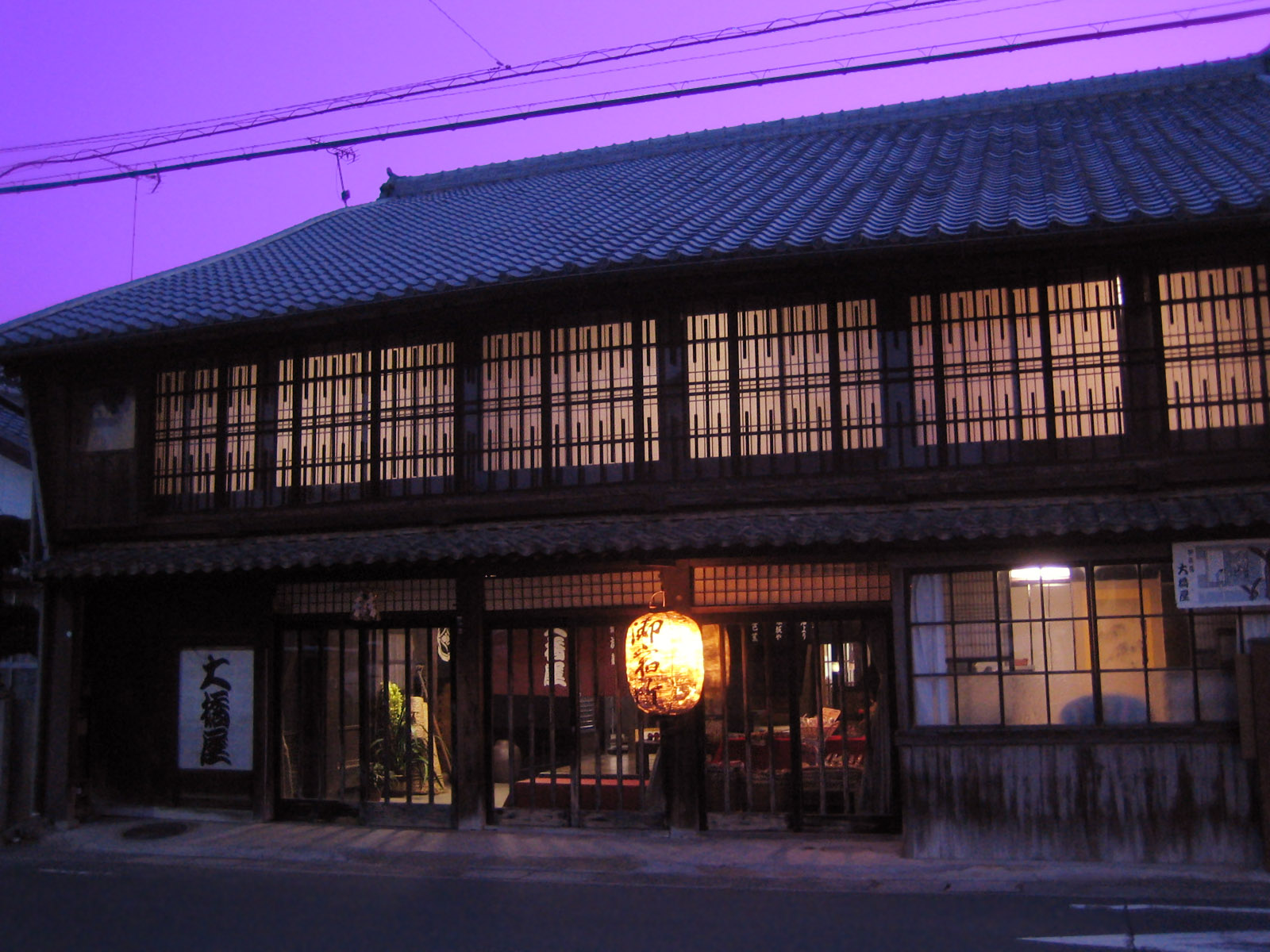
Ryokan Ōhashiya w Toyokawa w prefekturze Aichi, zbudowany około 1716

Początki ryokanów sięgają ery Keiun (704–708). W miejscowości Hayakawa w prefekturze Yamanashi znajduje się ryokan o nazwie Nishiyama Onsen Keiunkan, który założony został w 705 i uznawany jest za najstarszy działający hotel na świecie. Z kolei w mieście Komatsu w prefekturze Ishikawa znajduje się założony w 718 ryokan o nazwie Hōshi, uznawany za drugi najstarszy działający hotel na świecie.
Ryokany bardzo różnią się między sobą, od bardzo skromnych, niedrogich za kilkadziesiąt euro po luksusowe, drogie rezydencje, gdzie cena za dobę wynosi kilkaset euro. Większe i droższe posiadają ogrody za budynkiem lub wewnątrz okalających je i połączonych ze sobą przejściami zabudowań: honkan (główny budynek) oraz shinkan lub bekkan (aneksy). Dzięki temu są one dostępne dla każdego gościa zajazdu i osłonięte od zewnętrznych hałasów.

## Wnętrze

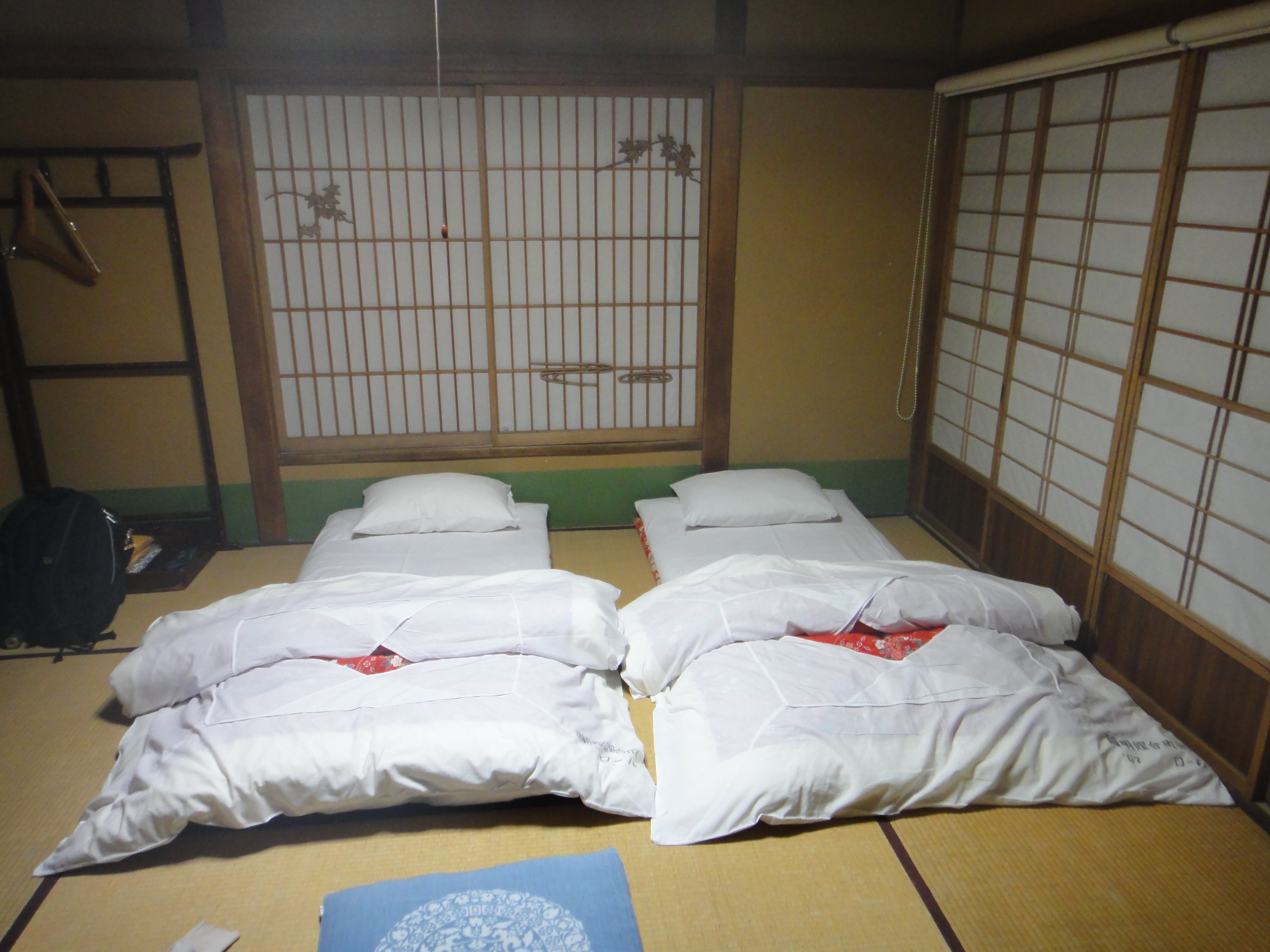
Pokój w ryokanie z rozłożonymi futonami do spania

W zależności od klasy i wielkości, wnętrze ryokanu otwiera mały przedsionek lub też przestronny, mieszczący kanapy i krzesła hall, w którym przybysze mogą zdjąć obuwie i zamienić na domowe kapcie, które oferują gospodarze (warunek konieczny do przekroczenia progu ryokanu i poruszania się po matach tatami).
W pokojach gościnnych podłogę pokrywają maty tatami. Wyposażenie pokoju gościnnego stanowi niewielki, niski stół (tsukue), przy którym goście mogą wypić herbatę i zjeść posiłek. Wokół stolika są rozłożone poduszki do siedzenia (zabuton). Przeważnie na posiłki goście zapraszani są do wspólnej sali, w której przy takich samych niewysokich ławach podawane są japońskie i – w miarę możliwości gospodarzy lub prezentowanej oferty – europejskie potrawy.
Do pomieszczeń wchodzi się przez przesuwne drzwi (shōji lub fusuma). Są one wykonane z drewnianych listew przecinających się pod kątem prostym i tworzących równą kratownicę, pokrytą papierem. Zimą, wyposażenia pokoju dla gości dopełnia gazowy bądź elektryczny piecyk, którym ogrzewane są pomieszczenia. Niektóre ryokany posiadają niewielkie balkony wychodzące na ogród. W alkowach (tokonoma) umieszczane są ikebany i wiszące obrazy-zwoje (kakemono), na których przedstawiona jest przeważnie natura (wodospad, skały i rośliny) wraz z opisem kaligraficznym lub wierszem. Kołdry do spania (futony) wyjmuje się z szafy w ścianie (oshiire).
Charakterystyczną cechą ryokanów są także łaźnie (furo lub o-furo w wersji uprzejmej i powszechnie używanej). Najważniejszym elementem ich wyposażenia są wanny wykonane najczęściej z drewna. Jeżeli ryokan znajduje się w pobliżu naturalnych, gorących źródeł (onsen), to ciepła woda w o-furo może stamtąd pochodzić. Kąpiel w stanowi japońską tradycję i konieczne jest stosowanie się do obowiązujących tam zasad. Do kąpieli goście udają się w tradycyjnym japońskim stroju yukata, które znajdują się w pokoju gościnnym do dyspozycji turystów. Przed zanurzeniem się w wannie z gorącą wodą (korzysta z niej wiele osób) trzeba dwukrotnie dokładnie umyć całe ciało i spłukać mydliny.

## Posiłki

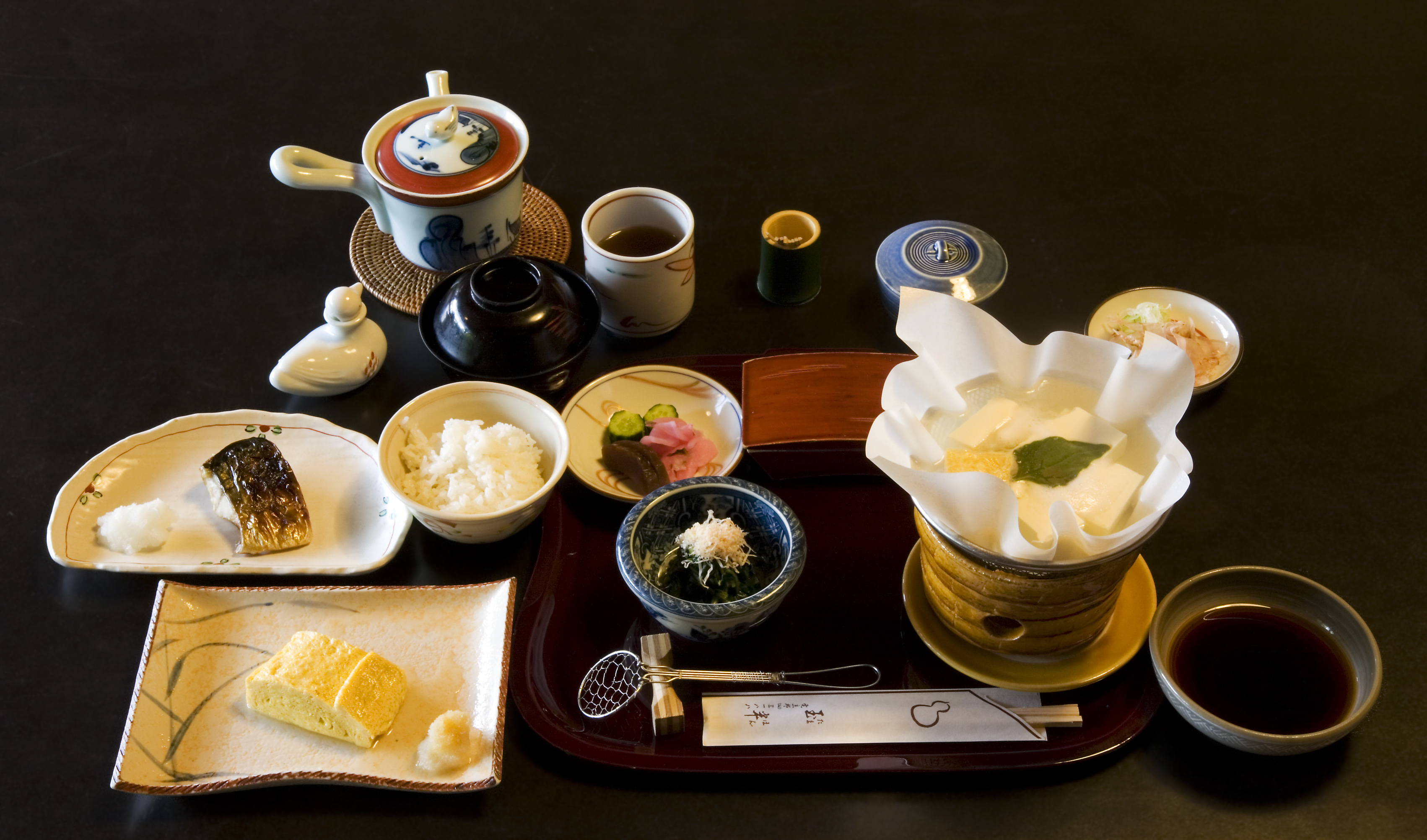
Śniadanie w ryokanie, w Kioto

Większość ryokanów oferuje w cenie noclegu dwa posiłki: śniadanie oraz obiad lub kolację. Miejscem, gdzie spożywa się posiłek może być – w zależności od oferty gospodarzy – pokój wynajmowany przez turystów bądź też wspólna sala jadalna. Goście mogą wybrać tradycyjny posiłek japoński lub dania w stylu zachodnim. Japońskie potrawy mogą zawierać regionalne bądź sezonowe przysmaki. W ryokanach japońskich kładzie się nacisk na punktualność gości na posiłku.

## Shukubō – kwatery w świątyni
Atrakcyjnym dla turystów – i znacznie tańszym – sposobem na poznanie tradycyjnej, japońskiej kultury jest zakwaterowanie się w świątyni buddyjskiej. Chociaż wyposażenie i styl są na skromnym poziomie, to wegetariańska kuchnia (shōjin-ryōri) serwowana gościom przez mnichów jest często bardzo dobra. W wielu świątyniach można również uczestniczyć we wczesnych porannych ceremoniach modlitewnych.

## Minshuku
Równie tanim miejscem noclegu jest minshuku. To zwykle mały, drewniany dom w japońskim stylu, dysponujący kilkoma niewielkimi pokojami, które są zazwyczaj czyste i wygodne, ale korytarze mogą być czasami ciemne. Panuje natomiast domowa, osobista atmosfera. Goście otrzymują domową kuchnię japońską.